# Chicago Assyrian Dictionary
Das Chicago Assyrian Dictionary (CAD) oder The Assyrian Dictionary of the Oriental Institute of the University of Chicago ist ein Projekt am Oriental Institute der University of Chicago mit dem Ziel, ein Wörterbuch der akkadischen Sprache und ihrer Dialekte mit Schwerpunkt neuassyrische Formen zu verfassen. Es ist in Anlehnung an das Oxford English Dictionary entworfen.
Angeregt wurde es von dem Ägyptologen James Henry Breasted im Jahre 1921, der zum Wörterbuch der ägyptischen Sprache beigetragen hatte. Erster Editor wurde Edward Chiera. Erica Reiner war von 1973 bis 1996 Haupteditor, gefolgt von Martha T. Roth. Der letzte, 26. Teil wurde erst im Jahre 2011 (Band 20 U/W) veröffentlicht.

## Bände
- Band 1, A, part 1. 1964
- Band 1, A, part 2. 1968.
- Band 2, B. 1965.
- Band 3, D. 1959.
- Band 4, E. 1958.
- Band 5, G. 1956.
- Band 6, Ḫ [Het]. 1956.
- Band 7, I/J. 1960.
- Band 8, K. 1971.
- Band 9, L. 1973.
- Band 10, M, Teil 1. 1977.
- Band 10, M, Teil 2. 1977.
- Band 11, N, Teil 1. 1980.
- Band 11, N, Teil 2. 1980.
- Band 12, P. 2005.
- Band 13, Q. 1982.
- Band 14, R. 1999.
- Band 15, S. 1984.
- Band 16, S [Tsade]. 1962.
- Band 17, S [Shin], Teil 1. 1989.
- Band 17, S [Shin], Teil 2. 1992.
- Band 17, S [Shin], Teil 3. 1992.
- Band 18, T. 2006.
- Band 19, Ṭ [Tet]. 2006.
- Band 20, U/W. 2011.
- Band 21, Z. 1961.

Alle Bände sind als PDF-Vollversionen abrufbar über das Institute for the Study of Ancient Cultures, West Asia & North Africa (bis 2023 Oriental Institute) der University of Chicago.